# Giuda (parente di Gesù)
Nel Nuovo Testamento Giuda è un "fratello" (adelfòs) di Gesù (Mc6,3;Mt13,55-57;Giuda1,1). 
Dato il significato polisemico del termine greco semitizzato e la povertà degli accenni neotestamentari, non è possibile stabilire quale accezione fosse data al termine dagli autori dei vangeli. In epoche successive sono state date diverse interpretazioni: fratello, fratellastro, cugino (si vedano le interpretazioni storiche sui fratelli di Gesù).
Viene talvolta identificato con il Giuda che nei Vangeli viene il più delle volte indicato come "gemello", termine reso in aramaico come Tommaso.